# Ricarda Funková
Ricarda Funková (* 15. dubna 1992 Bad Neuenahr-Ahrweiler) je německá vodní slalomářka, která soutěží v kategorii K1 (singl kajak).
Jejím největším úspěchem je vítězství na olympijských hrách v Tokiu 2020. Je též dvojnásobnou mistryní Evropy (2014, 2018). Jejím nejlepším individuálním výsledkem na mistrovství světa je druhé místo v roce 2015, má též týmové zlato z roku 2017. Je také mistryní Evropy do 23 let z roku 2013. Třikrát vyhrála celkové hodnocení světového poháru (v letech 2016, 2017 a 2024).